# Trente Fusils pour un tueur
Pour plus de détails, voir Fiche technique et Distribution.
Trente Fusils pour un tueur (30 Winchester per El Diablo) est un western spaghetti italien sorti en 1965, réalisé par Gianfranco Baldanello.

## Synopsis
L'agent fédéral Jeff Benson a reçu la charge de remettre El Diablo à la justice.

## Fiche technique
- Titre français : Trente Fusils pour un tueur
- Titre original italien : 30 Winchester per El Diablo
- Genre : western spaghetti
- Réalisation : Gianfranco Baldanello (sous le pseudo de Frank G. Carroll)
- Scénario : Franco Cobianchi (sous le pseudo de Peter White), Alfonso Brescia (sous le pseudo d'Al Bradey), Gianfranco Baldanello (sous le pseudo de Frank G. Carroll)
- Musique : Marcello Gigante (sous le pseudo de Ghant)
- Production : Armando Novelli (sous le pseudo de Braun Novel), Giovanni Vari (sous le pseudo de John Warrel) pour Tepu Film
- Photographie : Marcello Masciocchi (sous le pseudo de Marcel Mascot)
- Montage : Gianfranco Baldanello (non crédité)
- Décors : Lucy Wynn
- Costumes : Maria Luisa Panaro (sous le pseudo de Mary Louise)
- Maquillage : Giuseppe Peruzzi (sous le pseudo de John Littleright)
- Format d'image : 2,35 : 1
- Durée : 87 min
- Année de sortie : 1965
- Pays :  Italie
- Langue originale : italien
- Distribution en Italie : Selecta Film (Indipendenti regionali)
- Date de sortie en salle en France : 10 janvier 1968[1]

## Distribution
- Karl Möhner : Jeff Benson
- Alessandra Panaro (sous le pseudo de Topsy Collins) : Pamela Webb
- Ivano Staccioli (sous le pseudo de John Heston) : Francisco Webb
- Mila Stanić : Rosario
- José Torres : El Diablo
- Antonio Garisa (sous le pseudo d'Anthony Garof) : Jerry
- Renato Chiantoni (it) (sous le pseudo de Gay Gallwey) : Randall
- William Spoletin (it) : Blacky
- Attilio Dottesio (sous le pseudo de William Burke) : shérif Webb
- Richard Beery
- Max Darnell